# Essaie encore
„Essaie encore“ е песен на френската певица от марокански произход Имен Ес от втория ѝ албум „Es“. Появява се на бял свят на 28 май 2021 година. Текстът е дело на самата Имен Ес, Абу Дебеинг и Даджу.

## Видеоклип
Видеоклипът е заснет в Дубай и се появява в платформата „Ютюб“ на 11 юни 2021 година.

## Класации
Във Франция „Essaie encore“ достига до 5 място във втората седмица от дебюта си в СНЕП.

## Позиции
| Класация       | Най-висока позиция |
| -------------- | ------------------ |
| Франция (СНЕП) | 5                  |